# Принстон (Кентуккі)
Принстон (англ. Princeton) — місто (англ. city) в США, в окрузі Колдвелл штату Кентуккі. Населення — 6270 осіб (2020).

## Географія
Принстон розташований за координатами 37°6′23″ пн. ш. 87°53′6″ зх. д. / 37.10639° пн. ш. 87.88500° зх. д. (37.106472, -87.884867).  За даними Бюро перепису населення США в 2010 році місто мало площу 23,34 км², з яких 23,28 км² — суходіл та 0,06 км² — водойми.

## Демографія
Згідно з переписом 2010 року, у місті мешкало 6329 осіб у 2736 домогосподарствах у складі 1696 родин. Густота населення становила 271 особа/км².  Було 3124 помешкання (134/км²).
Расовий склад населення:
| - 87,8 % — білих - 9,0 % — чорних або афроамериканців - 0,4 % — азіатів - 0,2 % — корінних американців |

До двох чи більше рас належало 2,1 %. Частка іспаномовних становила 1,2 % від усіх жителів.
За віковим діапазоном населення розподілялося таким чином: 23,1 % — особи молодші 18 років, 58,0 % — особи у віці 18—64 років, 18,9 % — особи у віці 65 років та старші. Медіана віку мешканця становила 41,3 року. На 100 осіб жіночої статі у місті припадало 82,6 чоловіків;  на 100 жінок у віці від 18 років та старших — 78,6 чоловіків також старших 18 років.
Середній дохід на одне домашнє господарство  становив 42 294 долари США (медіана — 37 500), а середній дохід на одну сім'ю — 49 222 долари (медіана — 45 669). Медіана доходів становила 38 750 доларів для чоловіків та 32 466 доларів для жінок. За межею бідності перебувало 26,3 % осіб, у тому числі 41,6 % дітей у віці до 18 років та 16,7 % осіб у віці 65 років та старших.
Цивільне працевлаштоване населення становило 2221 осіб. Основні галузі зайнятості: освіта, охорона здоров'я та соціальна допомога — 28,2 %, виробництво — 21,3 %, роздрібна торгівля — 12,7 %, мистецтво, розваги та відпочинок — 12,7 %.